# Heddesbach
Heddesbach – miejscowość i gmina w Niemczech, w kraju związkowym Badenia-Wirtembergia, w rejencji Karlsruhe, w regionie Rhein-Neckar, w powiecie Rhein-Neckar, wchodzi w skład związku gmin Schönau. Leży w Odenwaldzie, ok. 13 km na północny wschód od Heidelbergu.

## Współpraca
Miejscowość partnerska:
- Obernberg am Brenner, Austria